# Andrzej Samuel Dembiński
Andrzej Samuel Dembiński herbu Rawicz (zm. 15 lutego 1649) – kasztelan biecki w latach 1618-1649, podstoli krakowski w latach 1604–1618, starosta będziński w latach 1591–1604, kilkukrotny poseł na sejm walny.

## Życiorys
Jako senator wziął udział w sejmie zwyczajnym 1620 roku.
Andrzej Samuel Dembiński był synem Stanisława Dembińskiego, starosty chęcińskiego i Anny Ciołkówny. Nie jest znana data jego urodzin, na podstawie informacji o odbytych w latach 1579−1581 studiach na Uniwersytecie Lipskim przyjmuje się ją na lata 50. XVI wieku. W młodości prawdopodobnie podróżował po krajach zachodniej Europy.
Jesienią 1584 roku Andrzej Dembiński został wysłany do Austrii z listami królewskimi dla kardynała Andrzeja Batorego. Przez dwa lata pozostawał przy dworze kardynała w Rzymie, by powrócić do kraju na wieść o ciężkiej chorobie ojca. Po jego śmierci objął spadek, przejmując jednocześnie opiekę nad swym młodszym bratem Sewerynem Aleksandrem. W grudniu 1590 roku poślubił Barbarę Prowanę, córkę Prospera Prowany, organizatora pierwszej polskiej poczty. W 1604 roku odziedziczył po teściu starostwo będzińskie i kamienicę w Krakowie, objął również urząd podstolego krakowskiego.
Wkrótce wziął udział w rokoszu Zebrzydowskiego. W latach 1611−1618 kilkukrotnie był wybierany w skład sejmu walnego. Poseł na sejm 1611 roku z województwa krakowskiego, wybrany poborcą województwa krakowskiego i Księstwa Zatorskiego. Poseł województwa krakowskiego na sejm zwyczajny 1613 roku.  Poseł na sejm nadzwyczajny 1613 roku z województwa krakowskiego. W 1613 roku jako poseł województwa krakowskiego na sejm nadzwyczajny został wyznaczony do Trybunału Skarbowego Koronnego Jako poseł na sejm 1616 roku wyznaczony do lustracji m.in. dóbr stołowych Wielkopolski. W 1618 roku uzyskał kasztelanię biecką. Rok wcześniej pozyskał od Ligęzów dobra chrzanowskie, które objął w pełne posiadanie po śmierci Anny Ligęzy w 1640 roku. W ciągu następnych lat zatwierdził spis praw i obowiązków mieszczan, ufundował również kaplicę w kościele św. Mikołaja i sprzęty liturgiczne w miejsce zniszczonych podczas pożaru świątyni. Zmarł 15 lutego 1649 roku i został pochowany w krypcie fundowanej przez siebie kaplicy, gdzie do dziś zachowało się jego epitafium.
Andrzej Samuel Dembiński miał osiem córek, z których cztery wstąpiły do klasztorów.